# Salute
Salute (bra Em Continência!) é um filme norte-americano de 1929, do gênero comédia romântico-esportiva, dirigido por John Ford e David Butler e estrelado por George O'Brien e Helen Chandler.

## A produção
Rodado na Academia Naval dos EUA, em Annapolis, o filme aproveita todo o time de futebol americano da Universidade do Sul da Califórnia, inclusive John Wayne (sem receber créditos) e Ward Bond.
Wayne, como um aspirante a oficial, diz algumas frases.

## Sinopse
A velha rivalidade entre o Exército e a Marinha é aqui personificada no cadete John Randall, de West Point, e em seu irmão, o aspirante Paul, da Academia Naval. Os dois já eram rivais, desde os tempos em que disputavam o coração da doce Nancy Wayne.
No final, um jogo entre as duas armas combina cenas gravadas para o filme com outras, de arquivo.

## Elenco
| Ator/Atriz      | Personagem             |
| --------------- | ---------------------- |
| George O'Brien  | Cadete John Randall    |
| Helen Chandler  | Nancy Wayne            |
| William Janney  | Aspirante Paul Randall |
| Frank Albertson | Albert Edward Price    |
| Joyce Compton   | Marian Wilson          |
| David Butler    | Técnico                |
| Ward Bond       | Aspirante Harold       |